# Golubić
Golubić és un poble de Croàcia situat al comtat de Šibenik-Knin, 9 km al nord de Knin. El 2011 tenia 1029 habitants.